# Manturowo
Manturowo – miasto w środkowej części europejskiej Rosji, na terenie obwodu kostromskiego.
Miasto założono w 1617 roku, a w 1958 roku nadano prawa miejskie.
Manturowo jest ośrodkiem administracyjnym rejonu manturowskiego. Leży nad rzeką Unża (dopływ Wołgi).
Liczy 18875 mieszkańców (dane 1 stycznia 2005).